# 金山铁路
金山铁路全线位于上海市境内，由新闵支线出岔，经松江区车墩镇车墩站（原名闵行西站，此前为高桥线路所）通往金山區石化街道金山卫西站，主要是为配合石化总厂而建。

## 概览
金山铁路由车墩站至金山卫西站，其扩能改建工程以既有的金山铁路支线为基础增建复线并增建沪杭客专上海南联络线引入上海南站。全长42.7公里（不含新闵铁路和沪杭客专联络线）。按 I 级铁路、双线电气化干线设计，设计时速最高160公里/小时。金山铁路途经上海市闵行、松江、金山三个区，共设6个车站。在此线路上开行的市域铁路金山线于2012年9月28日正式通车运营，开创支线铁路公交化运营的先例。除此之外，金山铁路上还运行有一些货运列车。这些列车包括来往金山卫西站、新闵支线闵行站、浦东铁路芦潮港站的班次共计20多趟。未来来往平湖和海盐的城际铁路也将接入本线。

### 线路数据
- 营运里程：43km
- 站数：9
- 轨距：1435mm
- 动力电源：25000V 50Hz交流
- 复线区间：车墩—金山卫
- 单线区间：金山卫—金山卫西
- 电气化区间：上海南—金山卫

## 歷史

### 早期建设

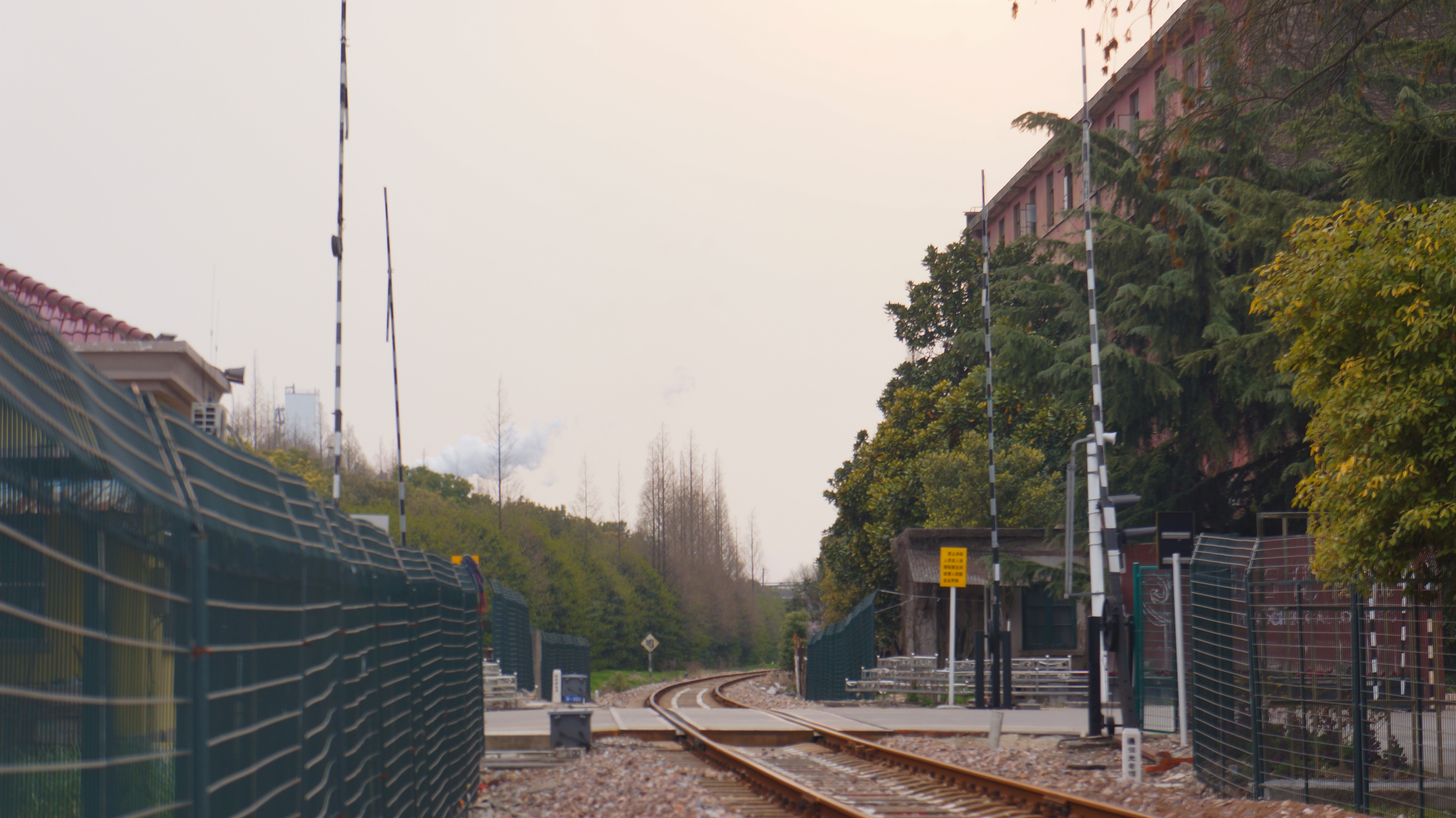
至依旧为单线非电气化铁路，且設有铁路道口

金山鐵路支線在歷史上分開兩段先后建設，新桥站至闵行西站一段鐵路可被称为新闵支线，闵行西站至金山卫东站则可稱為金山支线，在現在實際營運中這兩段鐵路仍然會合稱“金山線”，里程直通計算，但工務段在鐵路工程中會嚴格分開計算兩段鐵路的里程。
金山鐵路支線始建于1950年代。1958年，上海市在原滬杭鐵路新橋站引出支線修建連接閔行工業區的新閔支線，至1959年完工。新閔支線全长14.5公里，途經松江县、闵行区，最后到達闵行西站。新閔支線于1959年開辦客运，而货运則主要承担闵行工业区的物资运输。
為配合上海石化总厂的建设工程，1970年代開始興建由閔行連接金山卫工業區的鐵路支線，鐵路北起闵行西站，南至金山卫西站，全長43.4公里，為Ⅱ级单线鐵路。1973年12月25日，金山卫铁路支线動工，1974年5月线路建成，同年9月開始局部通车，至1976年跨越黃浦江的松浦大桥竣工，全线正式通车。金山支線沿途設有闵行西站、叶榭站、山阳站、金卫东站和金卫西站五个车站，承担上海石油化工总厂的货运及市郊通勤客運。而松浦大桥也成为黄浦江上第一座大桥，也是目前为止唯一一座公路铁路两用桥。铁路正桥长419.6米，引桥长2628米，全桥长3047.6米，于同日通车；公路桥全长1858.45米，于1976年6月29日通车。

### 旅客列车运行

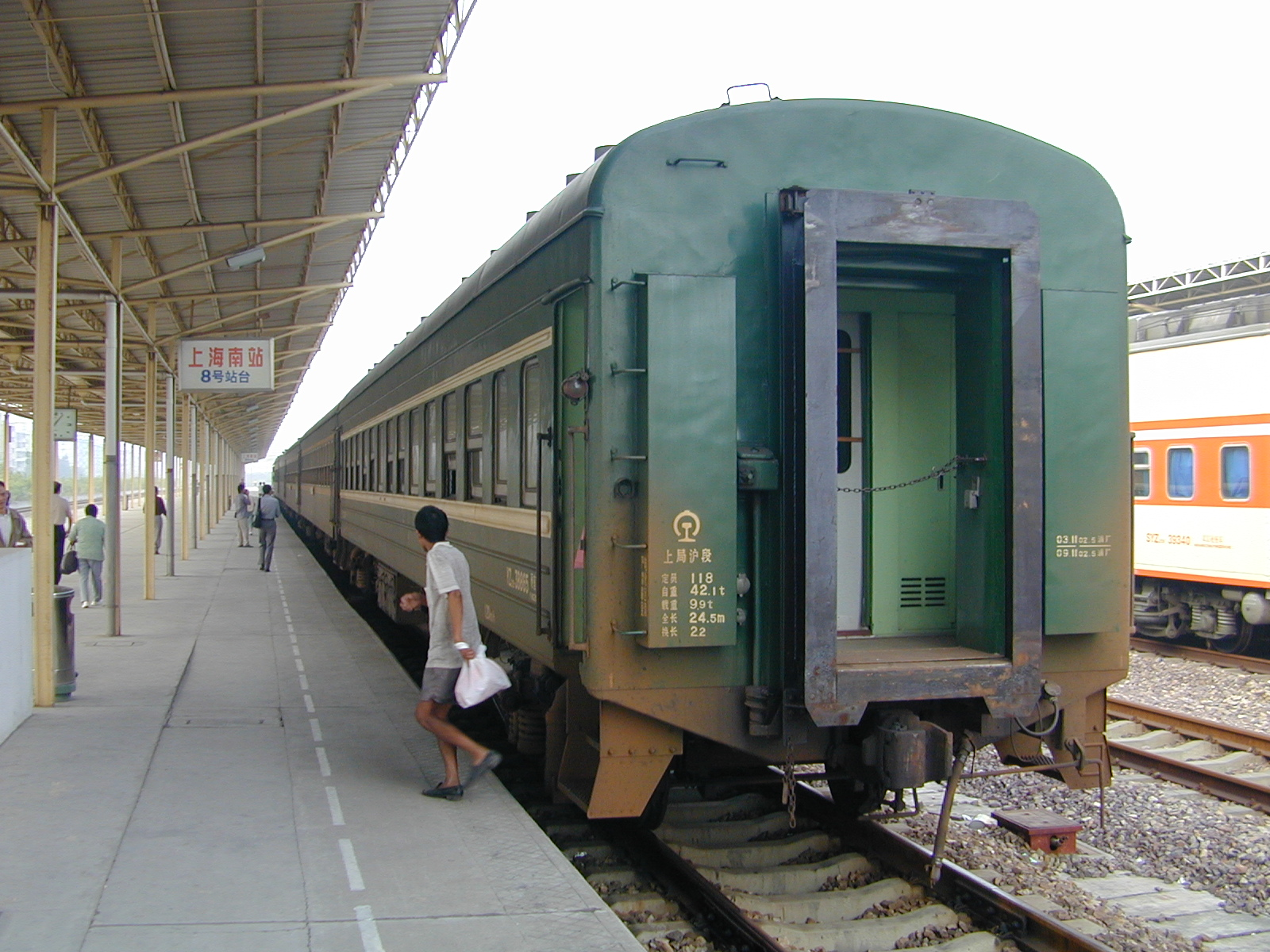
专1次列车于上海南站8站台待发（2002年）

1975年6月1日，金山支线首次通车。同年9月，金卫东站始办客运业务，初期使用货运棚车载客。每天发送4对（562、564、566、568、561、563、567、569）列车，往返于上海西站（现名长宁站）和金卫东站之间。客运对象以总厂职工为主，兼有沿途农民、商贩及其他乘客。团体往返票价为1.40元/张；零售单程价为0.70元/张。1978年起，开始固定使用31型车厢，每节车厢设100个座位，改善了客运条件。1981年，为缓解日趋严重的列车满载超载问题，总厂实行车费补贴制度。取消团体购票，职工自行购票，同时每次列车增挂2节车厢。并投资对35节31型车厢进行改造，每节车厢增加座位90个。1981年10月，4对客车的车次改为713次～720次。是年4月，又恢复团体购票制度，实行对号入座。1982年全年发送旅客146.5万人次，为历史最高纪录，1984年4月，票价调整为2.00元/张。
1986年，每日发送1对沿途只停靠两个小站的快车（719次、720次），行驶时间比其它车次减少半小时，后又取消了小站停靠，改为一站直达。1988年6月，金山卫铁路支线首发每日一对临时快车，专供游客乘坐，票价为2.40元/张。1989年9月，票价调整为4.40元/张。1996年后，改为“专线车”，使用软纸发票（小票），票价为6元，车次名称改变为：专1次～专10次（缺专3、专6次，共4对）。在九十年代末之前金山支线一直是上海石化与上海市区的主要客运通道，由于客流不断减少，市郊列车编组从14节缩短至5节，并于2004年1月14日全部停运。2008年8月31日至2015年8月25日每天曾有四趟旅客列车（K8351/8352、K8353/8354次列车）经过本线，但并不在本线停站。

### 扩能改造

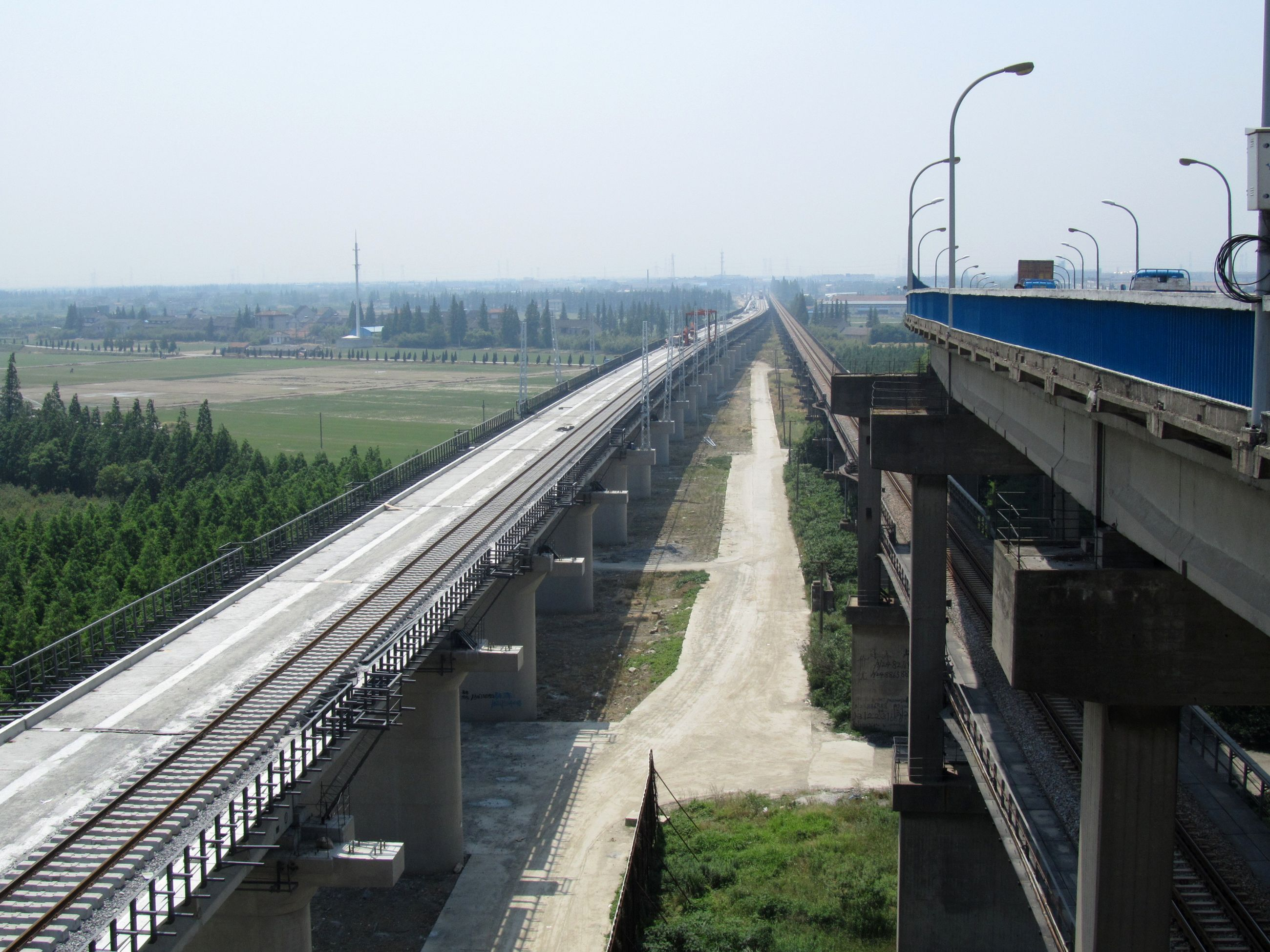
金山铁路改造过程中，新建跨越黄浦江的特大桥，原使用松浦大桥的过江铁轨废弃

2004年2月29日，原铁道部和上海市联合签署了《关于加快上海铁路建设工作的会议纪要》，其中明确“为配合城市建设规划，逐步形成方便快捷的交通体系，通过改建利用既有金山铁路支线、南何铁路支线和规划建设的浦东铁路，开行上海南站至金山、七宝至金山、宝山及枢纽环线的市域列车，方便旅客出行”。
為拉近金山與中心城區的距離，改善金山區的投資環境，并加快推進上海城鄉一體化建設，改善城鎮居民的出行條件，金山鐵路支線改建工程，又称为改建铁路上海南至金山扩能改造工程。2009年8月12日，金山铁路支线改建工程动员大会在金山新城客运枢纽站举行，12月正式动工。2012年8月6日，第一列动车组开行试车，2012年9月28日正式开通，原有的金山鐵路支線變成一條由上海南站通往金山卫站的快速市郊铁路。據規劃，至2015年，金山鐵路支線每天將開行客車36對，至2025年達到每天52對。
改造工程以既有的金山鐵路支線為基礎并延長至上海徐汇区。新線起自上海南站，到达新建的金山卫站，全长56.4公里。全线按 I 级铁路、双线电气化干线设计，设计时速最高160公里/小时，部分路段设计时速最高100公里/小时。工程原计划在上海南站至新桥站一段沿現時的上海南線、滬昆鐵路下行線一側增建复线铁路13.795km，形成四线运行（沪昆铁路双线、金山鐵路支線双线），而新建线路将同时作为沪杭城际铁路和沪昆客运专线前往上海南站的联络线。但由于拆迁原因，仅实施了莘庄至新桥段沿既有沪杭线增建三、四线。新桥站至车墩站沿既有新闵支线增建二线，线路长 6.283km，沿既有金山支线增建二线，线路长 34.703km。工程总投资40.80亿元。其中因既有的松浦大桥未预留复线和电气化条件，需要在黄浦江上新建一座金山铁路黄浦江特大桥，而原松浦大桥上的铁轨已经拆除。
2012年9月28日，在此线路上开行的市域铁路金山线开通运营，为上海的首条市域铁路线路。

## 车站列表
凡例
- ∥：复线区间、◇：单线区间（列车可以交换）、∨：此站以下单线

| 站名         | 里程 （公里） | 换乘路线             | 备注                   | 线路 | 所在地 | 所在地 |
| ------------ | ------------- | -------------------- | ---------------------- | ---- | ------ | ------ |
| 莘庄         |               | 沪春线（上行）       | 上行单向               | /    | 闵行区 |        |
| 春申南线路所 |               | 沪春线（下行）       | 下行单向               | ∥    | 松江区 |        |
| 春申         |               | 沪昆线               |                        | ∥    | 松江区 |        |
| 新桥         |               | 沪昆线               |                        | ∥    | 松江区 |        |
| 车墩         | K0+329        | 新闵线               |                        | ∥    | 松江区 |        |
| 叶榭         | K8+927        |                      |                        | ∥    | 松江区 |        |
| 亭林         | K14+930       |                      |                        | ∥    | 金山区 |        |
| 金山园区     | K22+100       | 浦东线               |                        | ∥    | 金山区 |        |
| 金山卫       | K34+150       | 金山至平湖线（在建） |                        | ∨    | 金山区 |        |
| 金山卫西1    | K42+743       |                      | 货运站，不办理旅客运输 | ◇    | 金山区 |        |

### 已拆除车站
- 山阳站：金山园区站—金山卫站间
- 金山卫东站：金山卫站—金山卫西站间（K37+053）

## 沿革
- 1972年 石化总厂筹建时，提出为产品、物资外运和解决交通问题，需修建铁路支线与路网联接
- 1973年4月 国家计委同意修建铁路支线，作为石化总厂建设项目的组成部分
- 1973年11月 上海铁路局根据交通部电报精神和上海市革委会的决定，成立“上海金山卫铁路支线工程指挥部”
- 1973年12月25日 金山支线在黄浦江两岸全面开工
- 1974年5月31日 黄浦江北岸线路自高桥线路所出岔处至黄浦江边，先行简易通车
- 1974年9月27日 上海金山铁路支线南段（叶榭—金卫西）实行简易通车，办理临时营业
- 1975年9月11日 金山铁路支线举行通车典礼[12]
- 1975年9月15日 正式交付上海铁路分局接管运营
- 1975年9月28日 开通旅客列车[5]
- 2004年1月7日 闵行西站2对及叶榭站1对列车停运[13]
- 2004年1月14日 全线旅客列车停运[14]
- 2008年9月1日 K8351/8352、K8353/8354次列车开行，本线恢复客运，惟该车次不停靠本线车站
- 2008年9月24日 扩能改造工程环境影响评价公示[15]
- 2008年11月25日 扩能改造工程环境影响评价第二次公示[16]
- 2009年2月24日 扩能改造工程环境影响评价第三次公示[17]
- 2009年3月31日 扩能改造工程环境影响评价第四次公示[18]
- 2009年4月9日 专项控制性详细规划公示[19]
- 2009年8月12日 金山铁路支线改建工程动员大会在金山新城客运枢纽站举行
- 2012年8月6日 第一列动车组开行试车
- 2012年9月28日 市域金山线正式开通运营